# Croce Rossa di Antigua e Barbuda

il simbolo della Croce Rossa

Antigua and Barbuda Red Cross Society ("Società della Croce Rossa di Antigua e Barbuda", in inglese) è la società nazionale di Croce Rossa di Antigua e Barbuda, stato insulare dell'America centrale caraibica.

## Storia
Essendo Antigua e Barbuda una colonia britannica fino al 1981, sul territorio era presente la Antigua and Barbuda Branch of the British Red Cross Society, ovvero la delegazione locale della Croce Rossa britannica. A seguito dell'indipendenza dal Regno Unito, la delegazione locale diventa Antigua and Barbuda Red Cross Society con decreto del 1º novembre 1983 noto come "The Red Cross Society Act".